# Leoben
Leoben osztrák város, Stájerország Leobeni járásának központja. 2017 januárjában 24 915 lakosa volt, amivel a tartomány második legnagyobb települése Graz után. A város az osztrák vas- és acélipar egyik központja, a Leobeni Bánya- és Kohóipari Egyetem (Montanuniversität Leoben) az ország egyetlen felsőfokú bányászati és kohászati tanintézménye.

## Elhelyezkedése

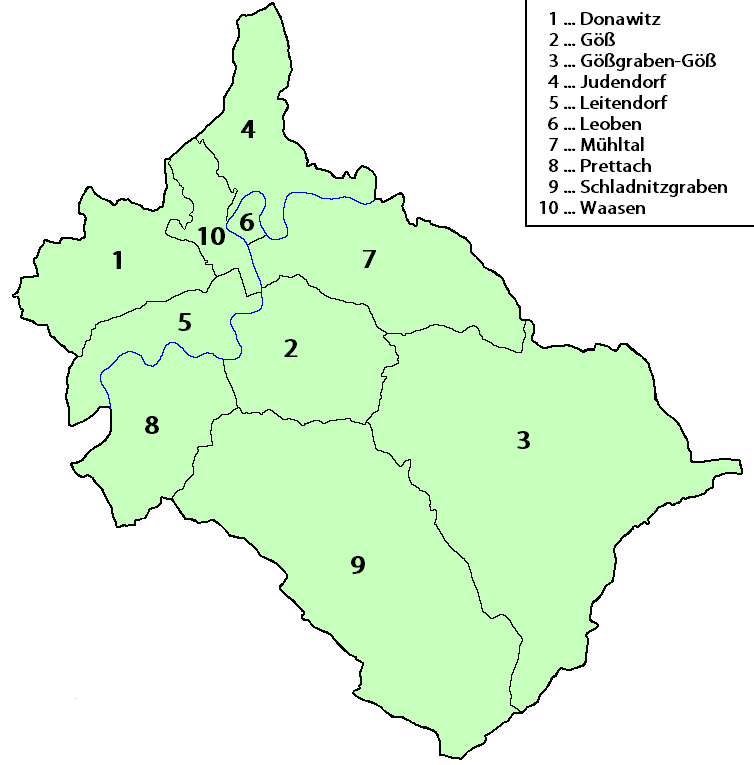
Leoben katasztrális községei

Leoben Felső-Stájerországban, a Mura mentén fekszik. Az óváros a Mura éles kanyarulatában a Vordernberger Bach torkolata alatt található. A várostól északra a Hochschwab, délre a Gleinalpe, keletre pedig az Eisenerzi-Alpok hegységek kezdődnek. Az önkormányzat területe 108 km², amiből 79% erdő. Legalacsonyabb pontja 515 méterrel van a tengerszint fölött, legmagasabb pontja az 1643 méteres Wetterkogel.
Területe 10 katasztrális községre oszlik: Leoben (0,6 km²), Judendorf (6,8 km²), Waasen (2,9 km²), Donawitz (8,1 km²), Leitendorf (5,0 km²), Prettach (7,6 km²), Göss (8,2 km²), Mühltal (10,8 km²), Gössgraben-Göss (31,3 km²), Schladnitzgraben (26,4 km²). Városrészei a következők: Donawitz, Göss, Hinterberg, Josefee, Judendorf-Seegraben, Leitendorf, Lerchenfeld, Mühlthal, Waasen. Ezenkívül hozzá tartoznak Münzenberg, Nennersdorf, Neudorf, Proleber-Siedlung és Schladnitzdorf települések is.
A környező önkormányzatok: délnyugatra Sankt Michael in Obersteiermark, északnyugatra Sankt Peter-Freienstein, keletre Proleb, Niklasdorf és Bruck an der Mur, délkeletre Frohnleiten.

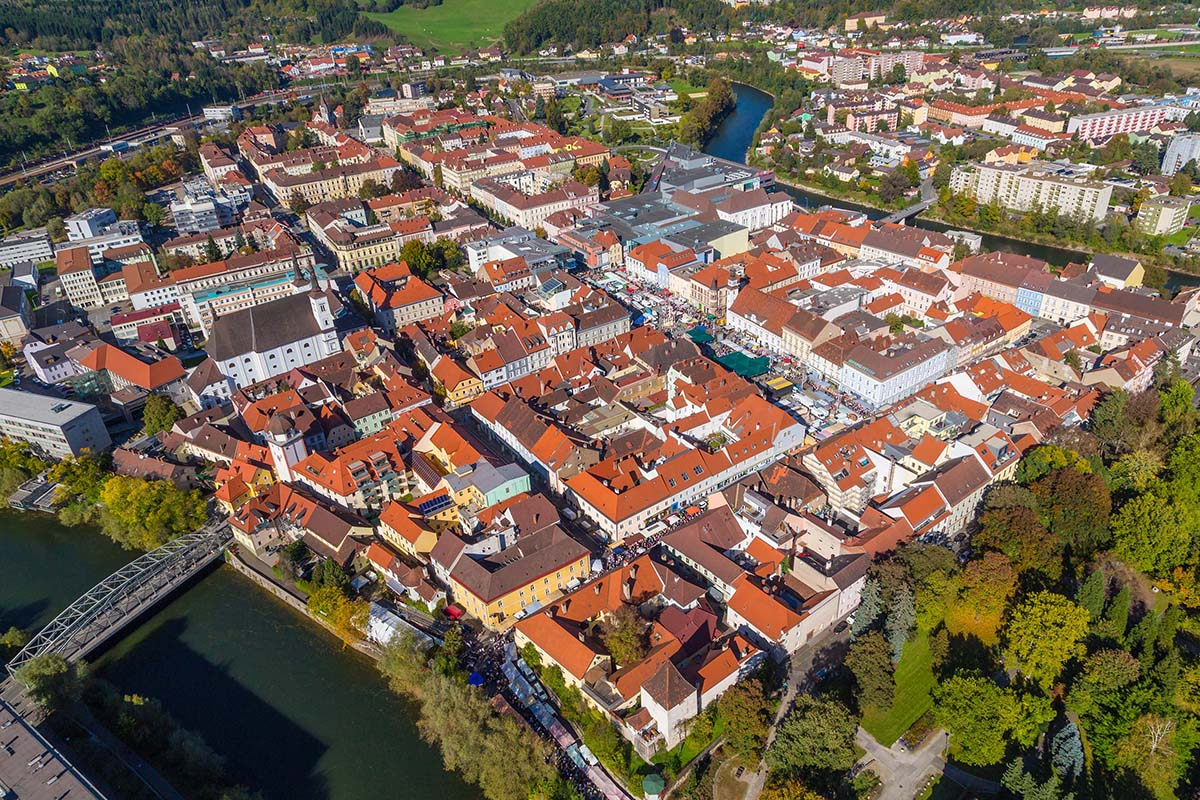
Az óváros
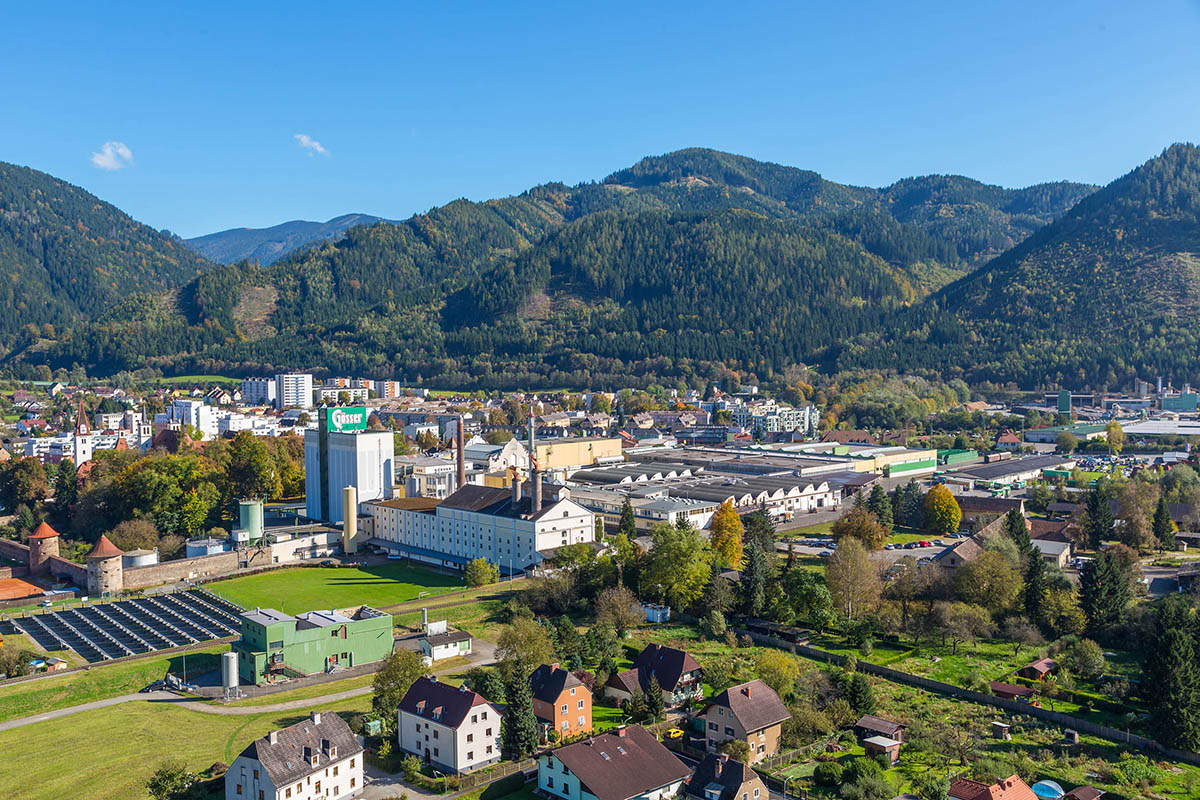
Göss városrész
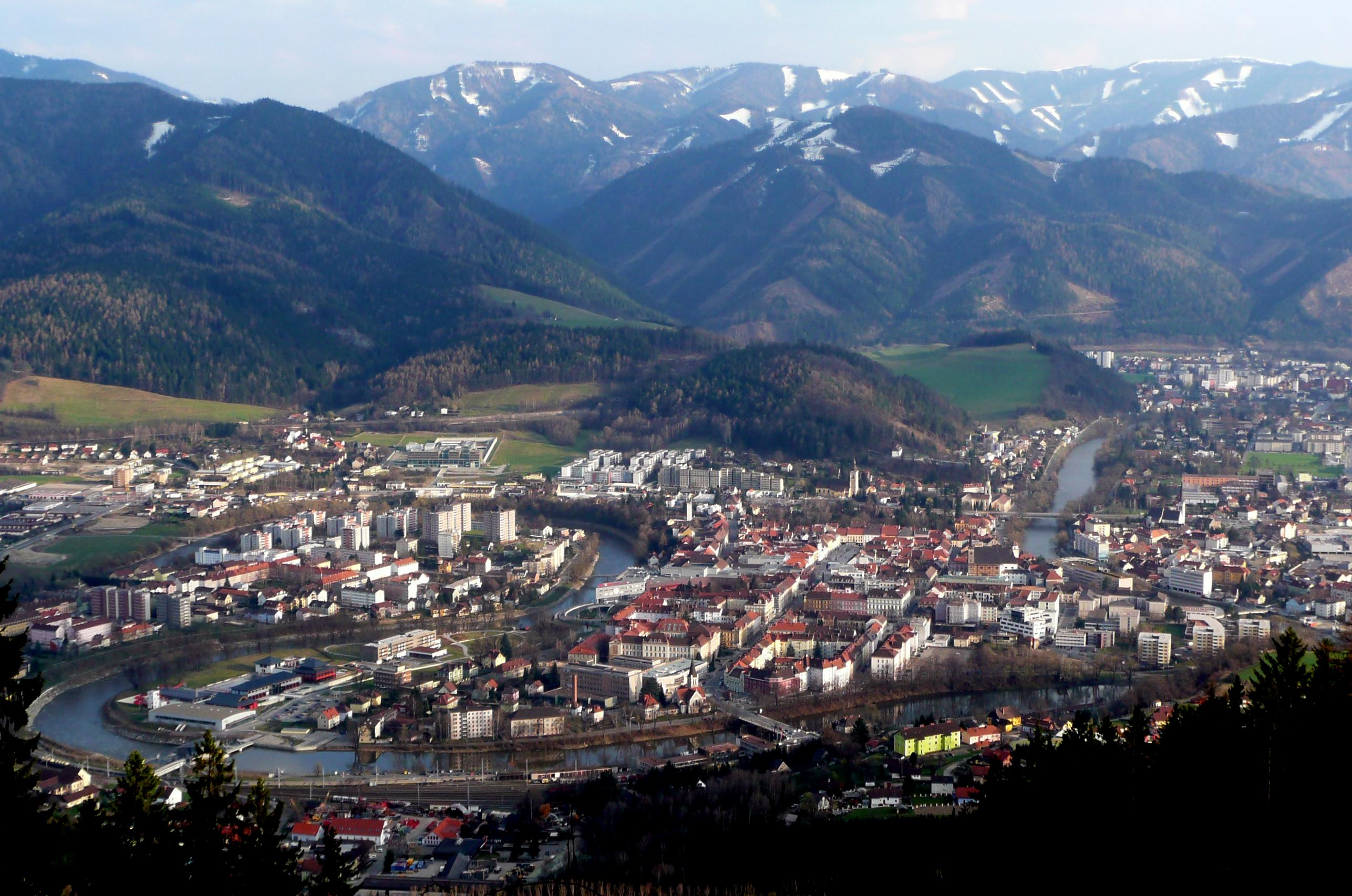
A város látképe

## Története
A város nevét (mint Liupinát) 904-ben említi elsőként Gyermek Lajos adománylevele II. Aribo göss-schladnitzi gróf számára. Mint település először 1173-ban szerepel az oklevelekben Forum Liuben néven; ekkor még a mai Szt. Jakab-templom környékén volt található. 1261-ben, II. Ottokár idejében északabbra költöztették a Mura kanyarulatához és egyúttal városi jogot kapott. Vaskereskedelméről először 1314-ben számolnak be.
1480-ban a fosztogató törökök felgyújtották Waasen elővárost és ottani Waaseni Mária-templom is leégett. A reformáció és ellenreformáció harcaiban során az 1525-ben város fontos bázisként szolgált az Enns-völgyi protestáns bányászfelkelés leveréséhez. 1572-ben a város mégis a protestáns oldalhoz csatlakozott, de 1613-ban a jezsuita rend segítségével megkezdődött újrakatolizálása. Ők építették Leoben Szt. Xavér-templomát 1660-1665 között.
1797-ben az első koalíciós háború idején Bonaparte tábornok itt kötötte meg az osztrákokkal a leobeni előbékét. 1805-ben a harmadik koalíciós háborúban Napóleon császár átvonuló csapatai elfoglalták a várost.

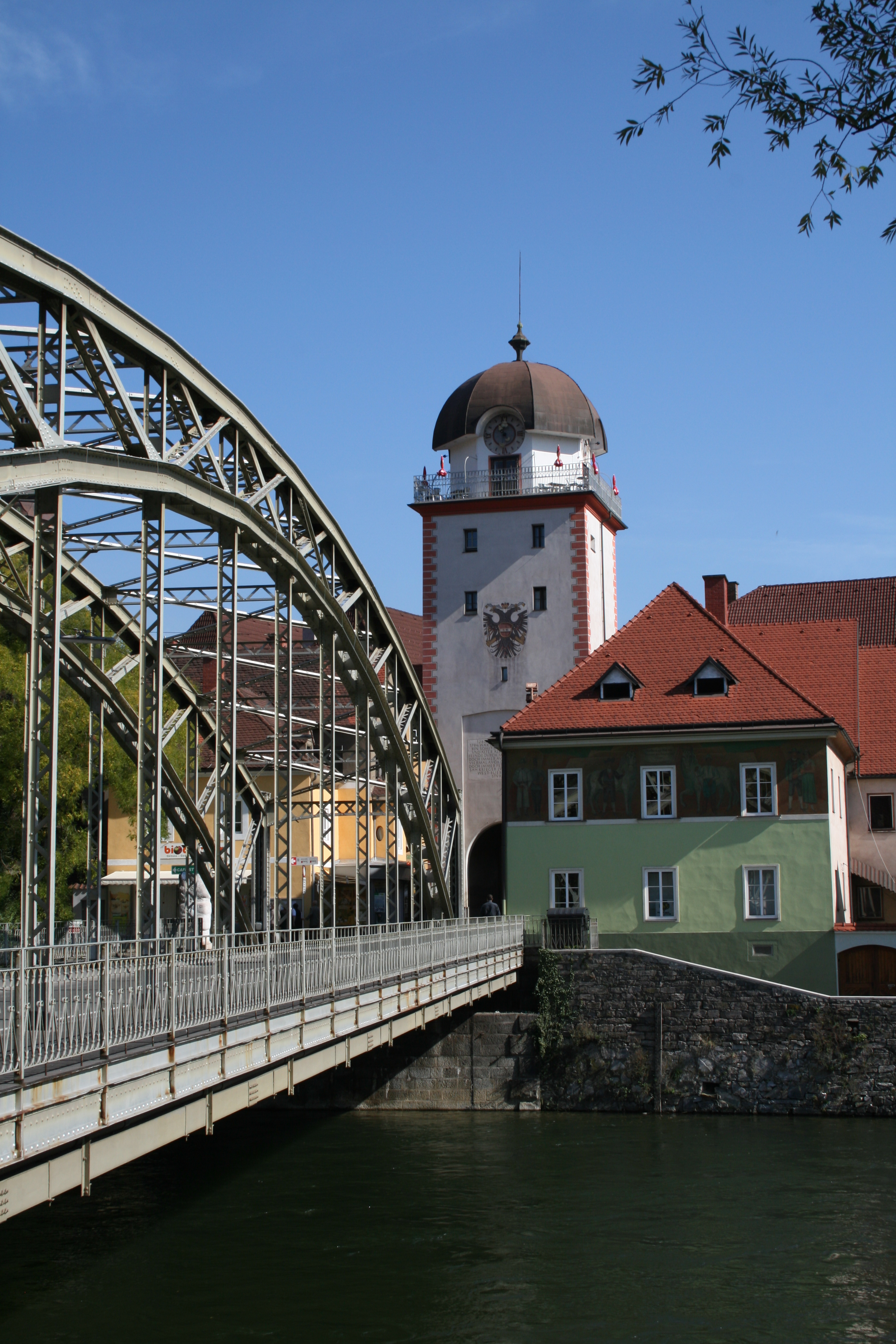
A Vámtorony és a Mura hídja

1782-ben megalakult a Leobeni egyházmegye, amelynek a város volt a központja. 1859-ben egyesítették a Graz-Seckaui egyházmegyével.
1849-ben Vordernbergből Leobenbe helyezték át a bányászati főiskolát, a mai egyetem elődjét. Egy évvel később megalakult a kereskedelmi- és iparkamara. 1884-ben bevezették a gázvilágítást, 1906-tól pedig kiépítették az elektromos hálózatot. 1939-ben az önkormányzathoz csatlakozott az addig önálló Göss és Donawitz, amivel Leoben összlakossága megháromszorozódott.
A város gazdasági nehézségekkel küzdött az 1960-as években, amikor bezárták a seegrabeni szénbányát, valamint az 1980-as években recesszióba került az acélipar. Leoben igyekszik a nehéziparról áttérni modern technológiákra (mint a nyomtatott áramköröket gyártó üzem Hinterbergben), illetve egyre inkább a turizmusra fókuszál.

## Lakosság
A leobeni önkormányzat területén 2017 januárjában 24 915 fő élt. A lakosságszám 1961-ben érte el csúcspontját 36 259 fővel, utána a gazdasági válság miatt meredek csökkenés volt tapasztalható, ami az utóbbi évtizedben megállt és a város 25 ezer lakos körül stabilizálódott. 2015-ben a helybeliek 85%-a volt osztrák állampolgár; a külföldiek közül 1,6% a régi (2004 előtti), 5,3% az új EU-tagállamokból érkezett. 3,6% a volt Jugoszlávia (Szlovénia és Horvátország nélkül) vagy Törökország, 4,4% egyéb országok polgára. 2001-ben a lakosok 63,6%-a római katolikusnak, 7,5% evangélikusnak, 3,7% muszlimnak, 1,5% ortodox kereszténynek, 21,2% pedig felekezet nélkülinek vallotta magát. Ugyanekkor 75 (0,3%) magyar élt a városban.

## Gazdaság

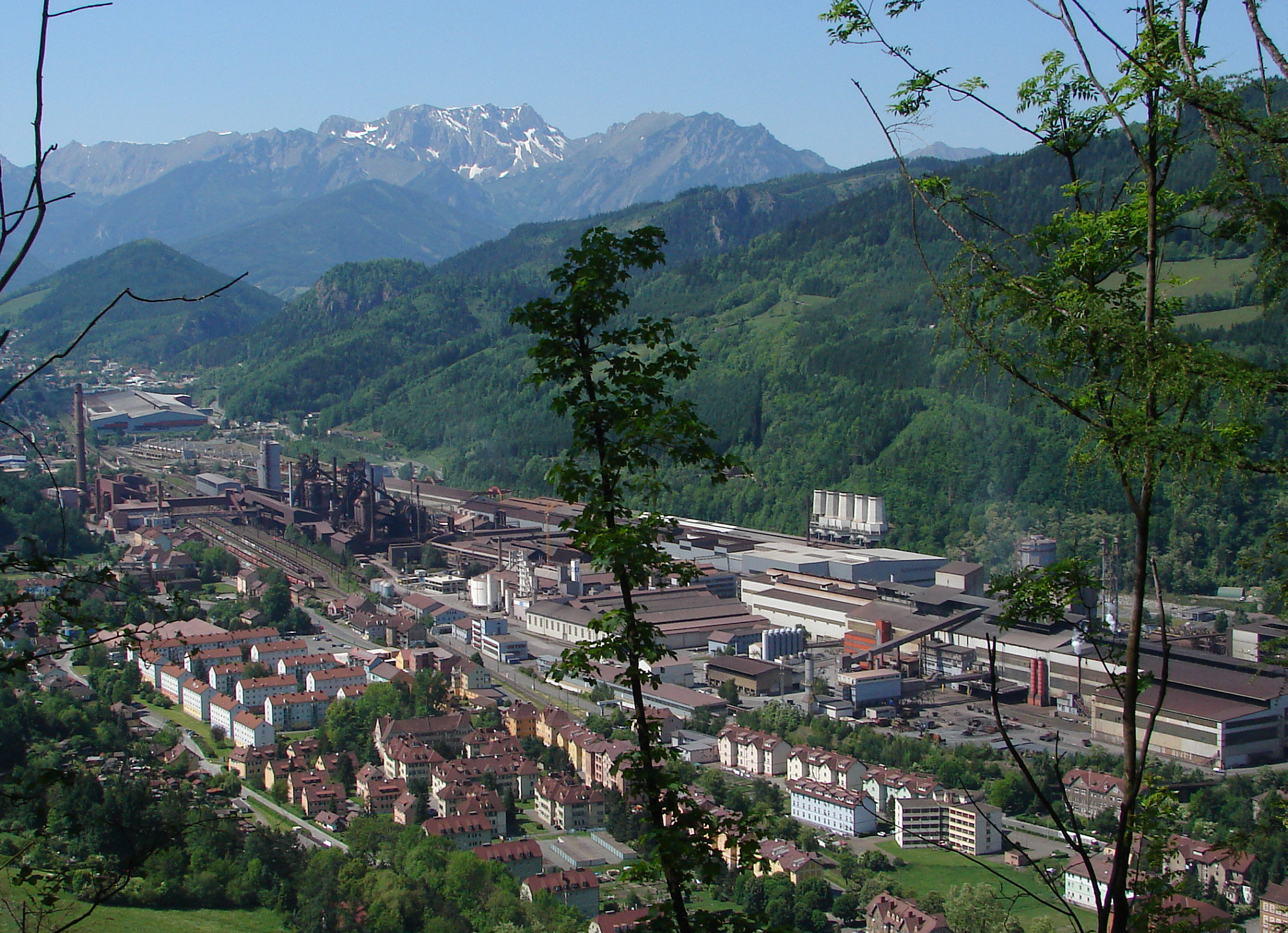
A donawitzi acélmű

A 2001-es népszámlálás során a városban 15 114 munkavállalót és 1203 munkaadót regisztráltak, közülük 8 foglalkoztatott 200-nál több alkalmazottat. A jelentősebb vállalatok:
- a Gössi Sörgyár helyén már 1459-ben állt egy sörfőzde. 1860-ban Max Kober jelentősen kibővítette és hamarosan az ország harmadik legnagyobb sörgyártójává vált. Ma a Brau Union Österreich AG tagja évente több mint egymillió hektoliter sört állít elő. Legismertebb márkája a Gösser.
- a Voestalpine AG donawitzi acélműve 2300 főt foglalkoztat és főleg vasúti síneket és huzalt állít elő, évente összesen 1,8 millió tonnányit. A donawitzi acélmű Európa legnagyobb síngyártója és itt állítják elő a világ leghosszabb, 120 méteres sínszálait. A huzalüzem a szomszédos Sankt Peter-Freiensteinben található.
- az Austria Technology and Systemtechnik AG-t 1984-ben alapították és nyomtatott áramköröket állít elő

## Látnivalók

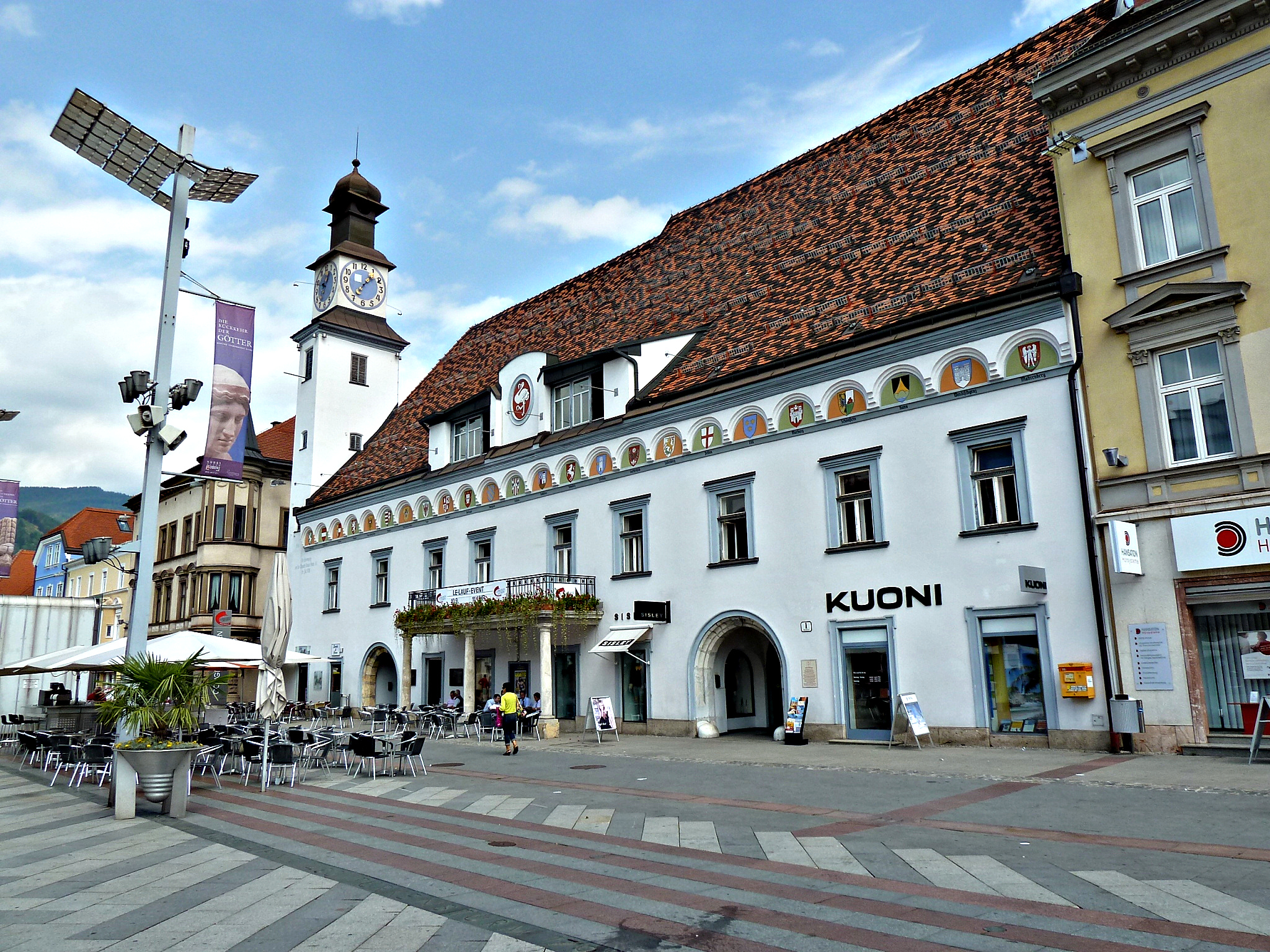
A régi városháza

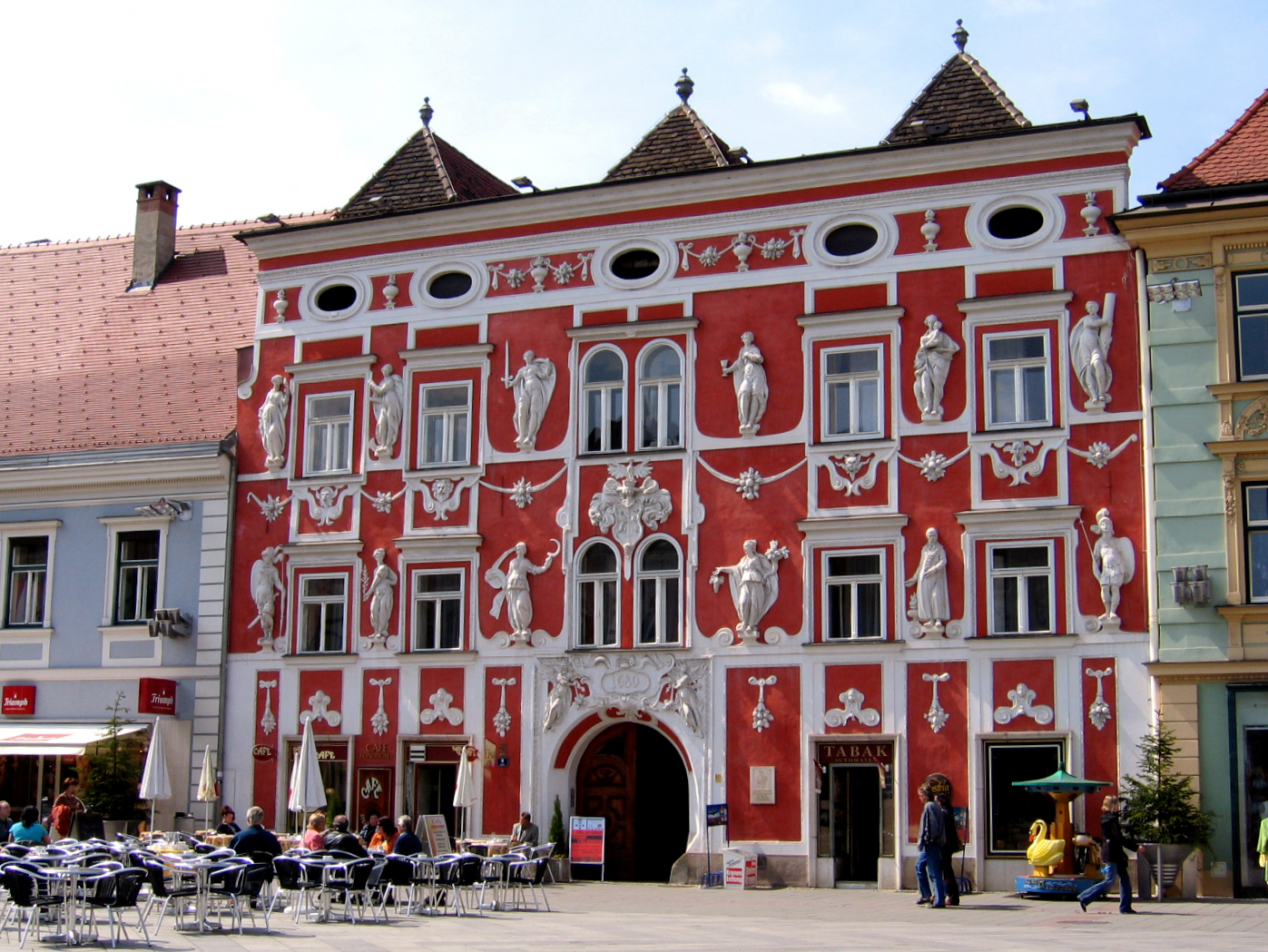
A Hackl-ház

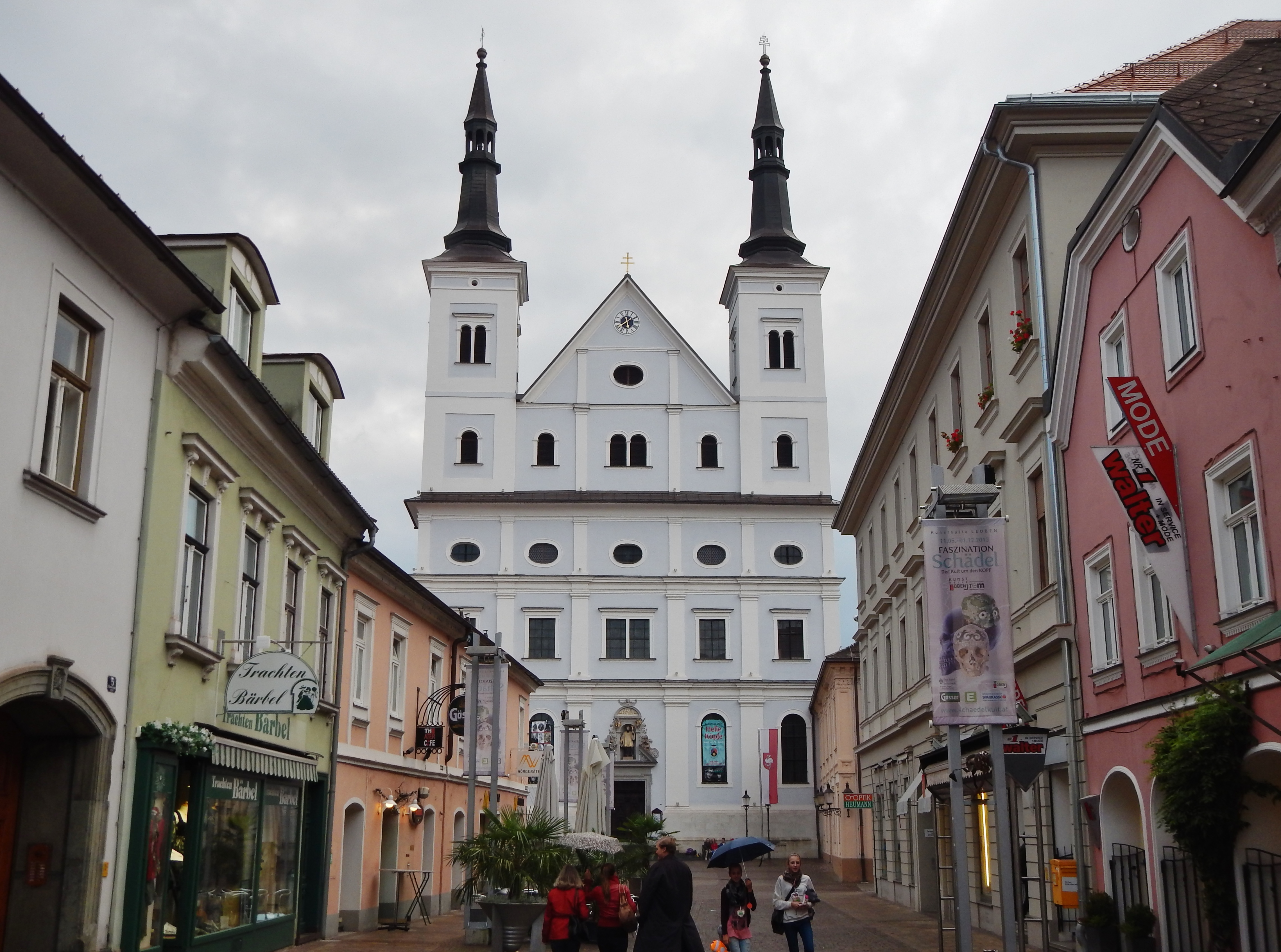
A Szt. Xavér-plébániatemplom

- az 1790-ben alapított Leobeni Városi Színház
- a Vámtorony (Mautturm) vagy népszerű nevén Gombatorony eredetileg 1280-ban épült a városi védművek részeként. 1615-ben átépítették. 1794-ben egy földrengésben megrongálódott, ezután kapta jellegzetes, félgömbös tetőzetét.
- a főtéri régi városháza 1485-ben épült. Ötoldalú saroktornyát 1568-ban kapta. 1973-ig az épület adott otthont a városi tanácsnak.
- a városházán kívül a főtéren megtekinthető a stukkókkal díszített, 15. századi Hackl-ház, a pestisjárvány emlékére 1718-ban emelt Szentháromság-oszlop, az 1799-es Bányászkút és az 1794-es Angyalkút.
- volt domonkosrendi kolostor
- az új városháza helytörténeti múzeuma
- a Freimann-torony, a városi védmű része
- Maßenburg várának romjai
- a volt gössi kolostor
- a Szt. Jakab-templomot 1188-ban alapították és 1811-ig ez volt a város fő temploma. Alapvetően román stílusú, erőteljes gótikus átalakításokkal. Belső tere barokk.
- a Waaseni Szűz Mária-plébániatemplom 70 méteres tornyával a város legmagasabb épülete
- a kora barokk Szt. Xavér-plébániatemplomot a jezsuiták építtették 1660-1665 között.
- az evangélikus Gusztáv Adolf-templom
- a redemptorista templom
- az Erzbergbahn múzeumvasút

A város futballcsapata a DSV Leoben.

## Híres leobeniek
- Andreas Aigner (1984-) raliversenyző
- Hannes Arch (1967–2016) műrepülő
- Christian Gratzei (1981-) válogatott labdarúgó
- Roland Linz (1981-) válogatott labdarúgó
- Andreas Mölzer (1952-) publicista, politikus (EU parlamenti képviselő)
- Walter Schachner (1957-) válogatott labdarúgó, edző
- Martin Weinek (1964-) színész

## Testvérvárosok
- Hszücsou, Kína

## Fordítás
- Ez a szócikk részben vagy egészben  a   Leoben című német Wikipédia-szócikk ezen változatának fordításán alapul.  Az eredeti cikk szerkesztőit annak laptörténete sorolja fel. Ez a jelzés csupán a megfogalmazás eredetét és a szerzői jogokat jelzi, nem szolgál a cikkben szereplő információk forrásmegjelöléseként.